# Stockholm Mean Machines
Die Stockholm Mean Machines, vormals Danderyd Mean Machines, sind ein Verein für American Football aus Stockholm in Schweden. Die Mean Machines sind das älteste und erfolgreichste American-Football-Team Schwedens und spielen in der höchsten Liga, der Superserien.

## Geschichte
Als erstes Footballteam Schwedens wurden die Mean Machines 1982 in der Ortschaft Danderyd als Danderyd Mean Machines gegründet. Die erste Niederlage in der Vereinsgeschichte erfolgte erst 1985 im seinerzeit noch inoffiziellen Finale um die schwedische Meisterschaft gegen die Lidingö Pink Chargers. 1990 wurden die Mean Machines erstmals schwedischer Meister (ein Finalsieg aus dem Jahr 1984 zählte nicht als offizielle Meisterschaft). Sie sind auch das einzige Team, welches alle Spielzeiten der Superserien mitgemacht hat.
Im Jahr 1995 zog das Team in die Hauptstadt Stockholm um und änderte den Namen entsprechend auf Stockholm Mean Machines. Seitdem gewannen die Mean Machines diverse schwedische Meisterschaften.
International bekannt sind die Stockholm Mean Machines durch ihre vielfache Teilnahme an der European Football League (EFL), in der sie auch 2006 antraten und sich erst im Halbfinale gegen die Vienna Vikings mit 9:42 geschlagen geben mussten.
In den EFL-Saisons 2009 und 2010 mussten sich die Mean Machines bereits in der Gruppenphase geschlagen geben.

## Erfolge
- Schwedischer Meister: 1990, 1997, 1998, 1999, 2000, 2002, 2004, 2005, 2006, 2008, 2009, 2018, 2019, 2022 und 2023 (inoffiziell auch 1984)
- Schwedischer Vizemeister: 1987, 1992, 2001, 2020, 2021 und 2024 (inoffiziell auch 1985)
- Scandinavian Cup 2022, 2023
- Teilnahme am Halbfinale um den Eurobowl der EFL: 2000, 2001, 2005 und 2006
- Teilnahme am Viertelfinale der EFL: 1991, 1998, 1999 und 2003

## Sonstiges
Seit 1994 betreiben die Mean Machines ein erfolgreiches Jugendprogramm.
Die Heimspiele des Vereins finden im Stadion „Zinkensdamms Idrottsplats“ in Stockholm statt.